# Conquista francesa de Marrocos

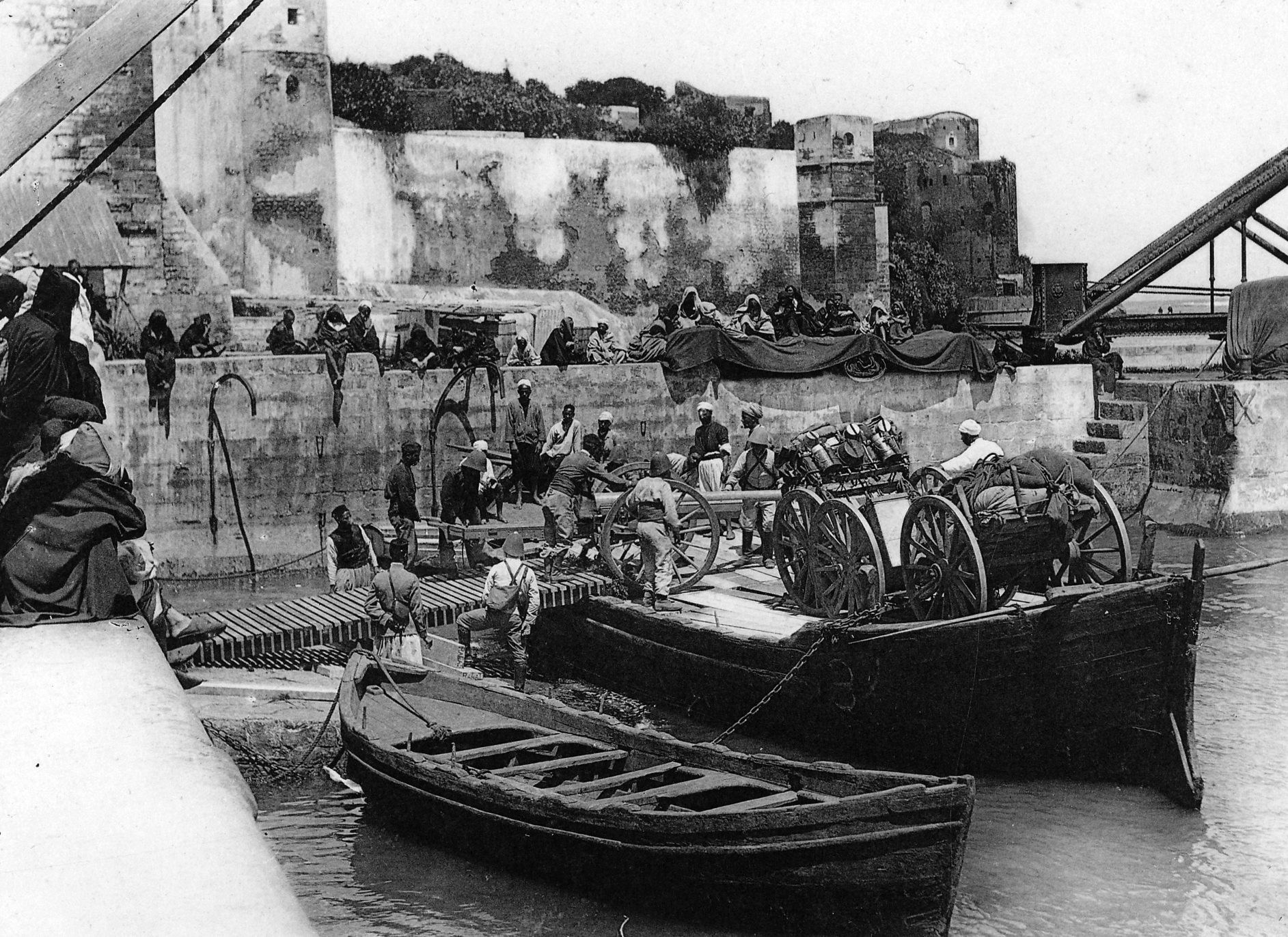
Artilharia francesa em Rabat em 1911

A conquista francesa de Marrocos ocorreu em 1911, na sequência da crise de Agadir, quando forças marroquinas sitiaram a cidade ocupada pelos franceses de Fez. Cerca de um mês depois, as forças francesas trouxeram o cerco ao fim. Em 30 de março de 1912, o sultão Mulei Abdal Hafide assinou o Tratado de Fez, cedendo  formalmente a soberania marroquina para a França, que estabeleceu um protetorado. Em 17 de abril de 1912, soldados da infantaria marroquina se amotinaram na guarnição francesa em Fez. Os marroquinos não conseguiram tomar a cidade e foram derrotados por uma força de socorro francesa. No final de maio de 1912, forças marroquinas sem êxito atacaram a guarnição reforçada francesa em Fez.